# Nelima melanodorsum
Nelima melanodorsum is een hooiwagen uit de familie Sclerosomatidae.